# Zietta Liù
Zietta Liù, pseudonimo di Lea Maggiulli Bartorelli (Pisa, 1900 – Napoli, 16 marzo 1987), è stata una scrittrice e giornalista italiana.

## Biografia
Lea Maggiulli Bartorelli, arrivata a Napoli giovanissima dopo aver sposato a Napoli Mario Maggiulli, pugliese di Corato conosciuto negli anni di guerra, iniziò a dedicarsi all'insegnamento e quindi al giornalismo con lo pseudonimo di Zietta Liù scrivendo rubriche per bambini su varie testate partenopee e nazionali.

Collaborò a lungo con il Corriere di Napoli curando la rubrica Bambinopoli, poi col Corriere dei Piccoli e col Giornale della Scuola.

Fu autrice di poesie, racconti e spettacoli teatrali, nonché di scritti di vario genere pubblicati anche in antologie scolastiche (Tredicino, Il piccolo indiano, La favola più bella, L'amore di Cappuccetto Rosso, Fiordilino, Voli di fantasia, Il cuore e la strada, Le favole belle, Fresca fiorita).

Collaborò con il primo centro di produzione Rai di Napoli alla trasmissione Il nostro piccolo mondo (in cui ebbe modo di presentare il Trio Bennato, da lei scoperto in alcuni locali napoletani e costituito dai tre fratelli Edoardo, Eugenio e Giorgio Bennato, nella loro prima apparizione televisiva) e fondò «La ribalta», scuola di teatro e recitazione per fanciulli della buona borghesia napoletana che ebbe tra i tantissimi alunni Roberto De Simone, Fausta Vetere, Giulio Adinolfi, Rosa Russo Iervolino, Peppe Barra, Manlio Luise, Alighiero Noschese, Mario Pane.
Morì a Napoli nel 1987.
Era madre della regista teatrale Velia Magno, deceduta nel 2021 per Covid-19.

## Premi
- Premio Columbus
- Maschera d'argento per la letteratura
- Medaglia d'oro della pubblica istruzione
- Premio Città di Napoli per la poesia